# Nagari Batu Bajanjang (Lembang Jaya)
Nagari Batu Bajanjang is een bestuurslaag in het regentschap Solok van de provincie West-Sumatra, Indonesië. Nagari Batu Bajanjang telt 3912 inwoners (volkstelling 2010).